# UBE2O
UBE2O‏ (Ubiquitin conjugating enzyme E2 O) هوَ بروتين يُشَفر بواسطة جين UBE2O في الإنسان.